# خانه غریبه‌ها
خانه غریبه‌ها (انگلیسی: House of Strangers) فیلمی در ژانر درام و نوآر به کارگردانی جوزف ال. منکیه‌ویچ است که در سال ۱۹۴۹ منتشر شد.
ادوارد جی. رابینسون جایزه بهترین بازیگر مرد جشنواره فیلم کن سال ۱۹۴۹ میلادی را برای بازی در این فیلم دریافت کرد.

## بازیگران
- ادوارد جی. رابینسون
- سوزان هیوارد
- ریچارد کونته
- لوتر ادلر
- افرم زیمبالیست جونیور
- دبرا پاجت
- هوپ امرسون
- پل والنتین
- دایانا داگلاس
- فرد آلدریچ